# Mana (energie)
Mana je slovo v austronéských jazycích znamenající „moc, účinnost, prestiž“, zpravidla v kontextu nadpřirozena, víra v ní je součástí tradičních náboženství Melanésie a Polynésie. Je chápána jako aktivní síla, kterou se vyznačují jistí jedinci a všechny duše mrtvých a duchové. Tento termín zaujal v 19. století významné místo v antropologii a na počátku 20. století z víry v manu odvodil britský antropolog Robert R. Marett svojí hypotézu o pre-animistickém náboženství, založeném na víře v neosobní sílu. Své místo může mít tento pojem i v popkultuře a novopohanství.
Ve fantasy, především v hrách na hrdiny a počítačových hrách, je mana častým označením pro magickou energii umožňující sesílat kouzla.

## Akademický zájem
Koncept many poprvé popsal britský misionář Robert Codrington působící v Melanésii ve své knize The Melanesians: Studies in their Anthropology and Folk-Lore z roku 1891. Definoval jí jako „sílu, zcela odlišnou od síly fyzické, jednající jak dobře, tak zle, z jejíhož vlastnictví či kontroly plyne velký prospěch“. V té době byl v antropologii chápán jako nejstarší forma náboženství animismus, což byla hypotéza prosazována především Edwardem Tylorem. Robert R. Marett poté formuloval hypotézu o pre-animistické fázi náboženství, později nazývanou animatismus, manaismus nebo dynamismus, spojenou především s praktikováním magie.
Mana byla ztotožněna se siouxským wakan, irokézským orenda, algonkinským manitou, mbutijským megbe, ale také indickým brahma, perským chvarena, římským imperium či severským hamingja. Tyto náboženské koncepty se však od sebe výrazně liší a ani autentický pojem mana neznamená neosobní sílu, jak se domníval Robert Marret. Tato energie je vždy spojena s nějakou osobou, ať už člověkem či duchovní bytostí. Nejvíce primitivní kultury se také nevyznačují významným praktikováním magie, to je rysem spíše pokročilejších společností.